# Tryggingarfelagið Føroyar
Tryggingarfelagið Føroyar (TF), ofte kaldet Tryggingin, er et forsikringsselskab på Færøerne. I dag beskæftiger TF omtrent 110 personer, og har sit hovedkontor i Tórshavn. TF har endvidere afdelinger i Sandavágur, Saltangará, Klaksvík, Vágur og Tvøroyri. Selskabet blev stiftet som Tryggingarsambandið Føroyar i 1940, og skiftede til sit nuværende navn i 1998. Blandt selskabets bestyrelsesformænd kan nævnes Kristian Djurhuus, Johan Poulsen og Hilmar Kass.